# Полипоровые (порядок)
Полипо́ровые, или афи́ллофо́ровые (лат. Polyporales), — порядок грибов отдела Базидиомицетов (Basidiomycota). Известно не менее 1000 видов (по сведениям других авторов, не менее 3—4 тысяч). Систематическое положение порядка до конца не выяснено, он относится к incertae sedis класса Agaricomycetes.
Афиллофоровые грибы являются разрушителями древесины и вызывают её гниение, могут наносить вред народному хозяйству.

## Характерные особенности строения
Мицелий развивается в толще субстрата, либо непосредственно в древесине. Мицелий может видоизменятся в тяжи, состоящие из параллельно расположенных гиф; плёнки, развивающиеся в трещинах гниющей древесины; склероции и хламидиоспоры.
Плодовые тела образуются обыкновенно через несколько месяцев или даже несколько лет после начала развития мицелия. Они весьма разнообразны по форме:
- Ресупинатные — распростёртые по субстрату в виде плёнок или коркообразных наростов.
- Распростёрто-отогнутые, имеющие, помимо распростёртой части, отогнутые края.
- Истинно сидячие, имеющие консолевидную (Ganoderma applanatum), плоско-округлую форму (Meripilus giganteus), либо представляющие собой объёмистые бесформенные наросты на древесине (Laetiporus sulphureus).
- Вертикально растущие плодовые тела, разнообразные по форме: разветвлённые (Polyporus umbellatus), вееровидные, а также дифференцированные на шляпку и ножку (Polyporus brumalis).

Плодовые тела различаются по окраске, консистенции мякоти и продолжительности существования (так, некоторые виды полипоровых имеют многолетние плодовые тела).
В биоценозах полипоровые грибы выступают в основном в роли сапротрофов, паразитов деревьев или (достаточно редко) микоризообразователей.

## Классификация
Порядок полипоровые (Polyporales) на декабрь 2021 г. включает следующие семейства:
- Cerrenaceae — Церреновые
- Fomitopsidaceae — Фомитопсидовые
- Fragiliporiaceae
- Ganodermataceae — Ганодермовые
- Gelatoporiaceae
- Grifolaceae
- Incrustoporiaceae
- Irpicaceae — Ирпексовые
- Ischnodermataceae — Ишнодермовые
- Laetiporaceae — Летипорусовые
- Meripilaceae — Мерипиловые
- Meruliaceae — Мерулиевые
- Phanerochaetaceae
- Polyporaceae — Полипоровые (семейство)
- Sparassidaceae — Спарассовые
- Stecherinaceae
- Xenasmataceae